# 시시니오 곤살레스 마르티네스
시시니오 곤살레스 마르티네스(스페인어: Sisinio González Martínez, 1986년 4월 22일 ~ )는 짧게는 시시(Sisi)라고도 불리는 스페인의 전 축구 선수로, 현역 시절 포지션은 미드필더였다.
2015 시즌 K리그 챌린지 수원 FC에서 활약한 바 있으며, K리그 등록명은 시시였다.

## 클럽 경력
스페인 알바세테의 유소년 팀에서 축구 경력을 시작했다. 이후 15세에 발렌시아 유소년 팀에 입단하였으며 2003년 발렌시아 B 팀에서 성인 무대에 데뷔하였다. 2004년 3부 리그인 세군다 디비시온 B의 에르쿨레스로 임대 되어 팀의 2부 리그 승격을 이끌었으며, 2006년엔 바야돌리드로 임대 이적하여 팀의 프리메라리가 승격에 기여하였다. 이후 바야돌리드에서 임대 신분으로 1시즌 간 더 활약하며 프리메라리가 36경기 2골을 기록하였다. 2008년 같은 프리메라리가 클럽이었던 레크레아티보로 완전 이적하여 1시즌 간 활약하며 리그 28경기 1골을 기록하였다.
2008-09 시즌 종료 후 팀이 강등됨에 따라 2009년 여름 이적 시장을 통해 전 소속팀 바야돌리드로 이적하였다. 하지만 시즌 내내 부상을 겪으며 5경기 출전에 그쳤고 팀은 세군다 디비시온으로 강등되었다. 2010-11 시즌엔 부상에서 완전 회복하여 주전 미드필더로 활약하였고, 이러한 활약을 바탕으로 2012-13 시즌을 앞두고 오사수나로 이적하며 다시 1부 리그 무대로 복귀하였다. 하지만 2013년 10월 19일 바르셀로나와의 경기에서 심각한 무릎 부상을 당하여 장기간 재활에 매진하였다. 2014-15 시즌 부상에서 회복하여 리그 38경기에 출전하였다.
2015년 7월 23일 K리그 챌린지의 수원 FC에 입단하여 1시즌간 수비수로 맹활약하며 수원 FC가 K리그 클래식으로 승격되는게 크게 기여한뒤, 폴란드의 레흐 포즈난으로 이적했다.
2016년 8월 그리스의 베리아 FC로 이적했다.

### 국가대표팀 경력
16세에 스페인 U-17 축구 국가대표팀에 선발되어 2003 U-17 세계 축구 선수권 대회에 출전하여 주전으로 활약하며 팀의 준우승에 기여하였다. 당시 FIFA 테크니컬 리포트에서는 시시를 "잘 발달된 기술과 볼 컨트롤이 좋으며, 스피드가 뛰어나고 민첩한 선수"라고 평가하기도 했다. 이후 각급 대표팀을 거치고 올라가 U-21 대표팀까지 활약하였다.